# Галофиты

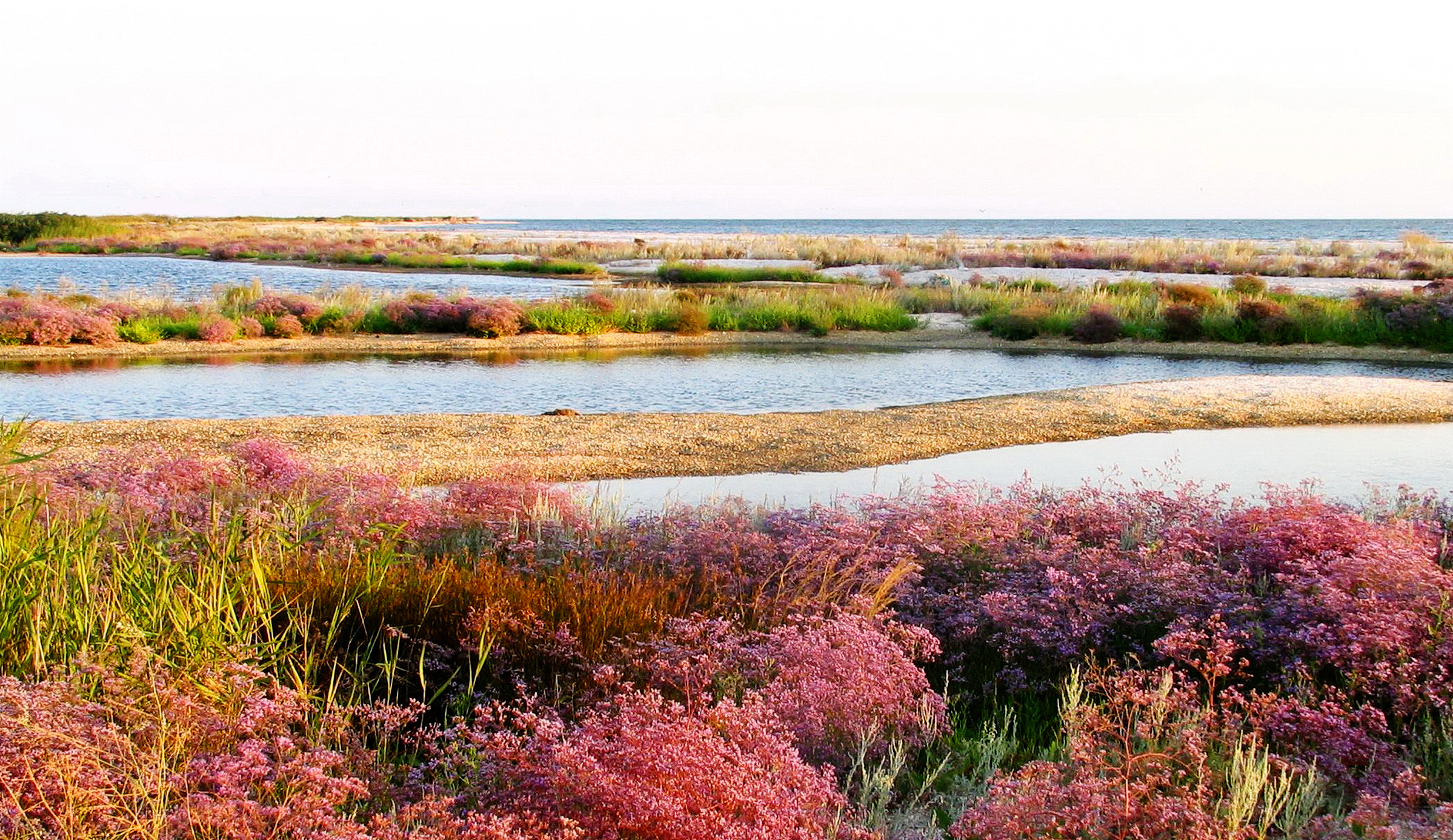
Галофитная растительность. Обиточная коса

Галофи́ты (от др.-греч. ἅλς — «соль» и φυτόν — «растение») — растения, относительно легко приспосабливающиеся в процессе своего онтогенеза к существованию на засоленных почвах, растения с высокой солестойкостью. Галофитам противопоставляют гликофи́ты — растения, способность которых приспособиться к обитанию на засоленных почвах крайне ограничена.

## Общие сведения
Галофиты распространены на морских побережьях (приморские марши), в приливно-отливной полосе морских побережий (мангры), а также в местностях с сухим климатом — пустынях, полупустынях и даже степях на особых типах почвы — солонцах и солончаках. Нередко имеют суккулентный облик — с толстыми стеблями и вздутыми листьями, что способствует сохранению труднодоступной влаги. Обычно характеризуются высоким осмотическим давлением клеточного сока в клетках и тканях, что позволяет им поглощать воду из концентрированных растворов.
В России галофиты произрастают на соляных куполах, выходах соляных отложений и засолённых понижениях вокруг соляных озёр (например, Баскунчак, Эльтон).
По оценкам специалистов, в мире насчитывается от 2 до 3 тыс. видов растений, которые так или иначе относятся к галофитам. Среди них — виды солянки, ежовника, полыни, цмина, тамариска и других родов.
Большинство галофитов — травянистые растения, но есть среди них и деревья, своими зарослями образующие леса (мангры).

## Экологическая классификация
Согласно Н. И. Акжигитовой, галофиты могут быть классифицированы в связи с их экологическими особенностями следующим образом:
- гипергалофиты — растения чрезвычайно сильно минерализованных субстратов, часто произрастают даже частично погруженными в крепкий рассол соляных озёр. Сюда, можно отнести очень немногие виды, в основном это соленакапливающие виды семейства маревые: солеросы, сарсазан, соляноколосник, поташники, ряд видов сведы, и некоторые другие, например, солевыделяющий вид франкения жестковолосистая из рода франкения;
- эвгалофиты — имеют бо́льший диапазон толерантности к степени минерализации почв, произрастают на сильно засоленных почвах. Это растения из бо́льшего числа семейств — астровые (полынь чёрная), тамариксовые (некоторые виды тамариксов), свинчатковые, злаки (виды прибрежниц), селитрянковые, гвоздичные, но и здесь, доминирующую позицию занимают маревые: некоторые виды солянок, саксаул чёрный, анабазис солончаковый, кокпек и др.;
- гемигалофиты — встречаются на умеренно засоленных почвах. Состав видов и семейств здесь достаточно большой, к числу маревых принадлежит примерно ⅓. Это виды солодки, некоторые виды лебеды, кермек Гмелина, полынь белая, солянка деревцевидная и ряд других;
- галогликофиты — растения с небольшой солеустойчивостью, обычно встречающиеся и на незасоленных почвах. Сюда можно отнести, например, тростник южный.